# Itália republicana
Ao final da Segunda Guerra Mundial, com a queda do governo fascista de Benito Mussolini e o referendo realizado em 1946, o Reino de Itália foi sucedido pela atual República Italiana.

## Nascimento da república
Em 2 de junho de 1946 os italianos, e pela primeira vez as italianas, foram chamados a um referendo para decidir se a Itália permaneceria uma monarquia, ou se essa devia ser substituída por uma república. A república obteve 54% dos votos, ainda que muitas críticas fossem feitas sobre a legalidade do referendo. O presidente do conselho em exercício, Alcide De Gasperi nomeou-se "chefe de Estado" no período antes que a corte de cassação tivesse de fato tomado conhecimento do resultado definitivo do referendo. O herdeiro do trono Humberto II abandonou a Itália, assim como havia feito sua família dias antes.
No mesmo dia, o povo italiano foi chamado a eleger uma assembleia constituinte. Na assembleia formaram-se três partidos: A Democracia Cristã, que teve 37,20% dos votos e 207 deputados; o Partido Comunista Italiano (PCI) com 18,70% dos votos e 104 deputados; e o Partido Socialista Italiano (PSI) com 37,20% dos votos e 115 deputados. Depois vieram a União Democrática Nacional, federação entre o Partido Liberal Italiano e o Partido Democrático do Trabalho, com 7,4% dos votos e 41 deputados; o Partido Republicano Italiano com 4,10% dos votos e 23 deputados; o Partido do Homem Comum com 5,40% e 30 deputados; o Partido Nacional Monárquico, fundado há pouco por Alfredo Covelli com 16 deputados; o Partido da Ação]] com 1,30% dos votos e 7 deputados e o Movimento pela Independência da Sicília com 4 deputados. Esta assembleia elegeu, a 28 de junho, Enrico De Nicola, chefe de Estado provisório.
Em 25 de junho de 1946, começaram oficialmente os trabalhos da assembleia constituinte com Giuseppe Saragat na presidência. Em dezembro de 1947 terminou a redação da constituição italiana que entrou em vigor no dia 1 de janeiro de 1948. Esta constituição fazia da Itália uma república parlamentar. O chefe máximo de Estado, segundo esta constituição, é o presidente da república, eleito por via parlamentar para um mandato de sete anos. A ele foram confiados papéis principalmente representativos, como representante da unidade do território e chefe do exército. O poder legislativo foi confiado a um parlamento bicameral dividido em câmara dos deputados e senado da república, desempenhando seus papéis de modo paritário e separado. Tal parlamento tem uma duração de cinco anos. Entre as disposições transitórias, estavam o veto à reconstituição do Partido Nacional Fascista e a proibição aos membros masculinos da família Saboia de retornar à Itália.
O primeiro presidente do conselhos de ministros foi Alcide De Gasperi, da Democracia Cristã. Apesar de buscar-se o retorno à normalidade, estavam difundindo-se movimentos separatistas. Na Sicília, tornou-se conhecido o advogado Andrea Finocchiaro Aprile, que falava das taxas que não existiriam se a ilha fosse independente. Alcide De Gasperi criou, em 15 de maio de 1946, a região de estatuto especial da Sicília. Fato análogo ocorre no Tirol Meridional: as potências vencedoras da Segunda Guerra Mundial o designaram à Itália, apesar da população ser majoritariamente de língua alemã, com minoria de língua italiana. Em setembro de 1946, De Gasperi encontrou uma solução com seu colega ministros do exterior austríaco Karl Gruber, o chamado Acordo De Gasperi-Gruber: constitui-se a região autônoma a estatuto especial do Trentino-Alto Ádige, dotada de ampla autonomia e com o alemão como língua oficial ao lado do italiano. Em 1948, deu-se a criação da região a estatuto especial do Vale de Aosta.
No meio tempo, foi assinado em 1947 o Tratado de Paris com o qual se estabelecia definitivamente a paz com as potências aliadas e foram sancionadas as consequências da derrota na Segunda Guerra Mundial:
- cessão da Ístria e Dalmácia à recém criada República Federal Socialista da Iugoslávia;
- cessão do Dodecaneso à Grécia;
- cessão de Briga Marítima e França à França;
- cessão da ilha de Saseno à Albânia;
- pagamento dos danos de guerra à União Soviética; e
- perda de todas as colônias, com consquente fim do Império colonial italiano.

Este foi, porém, um período particularmente fértil para a literatura e ainda mais para o cinema italiano. Foram os anos do neorrealismo